# 寂蓮

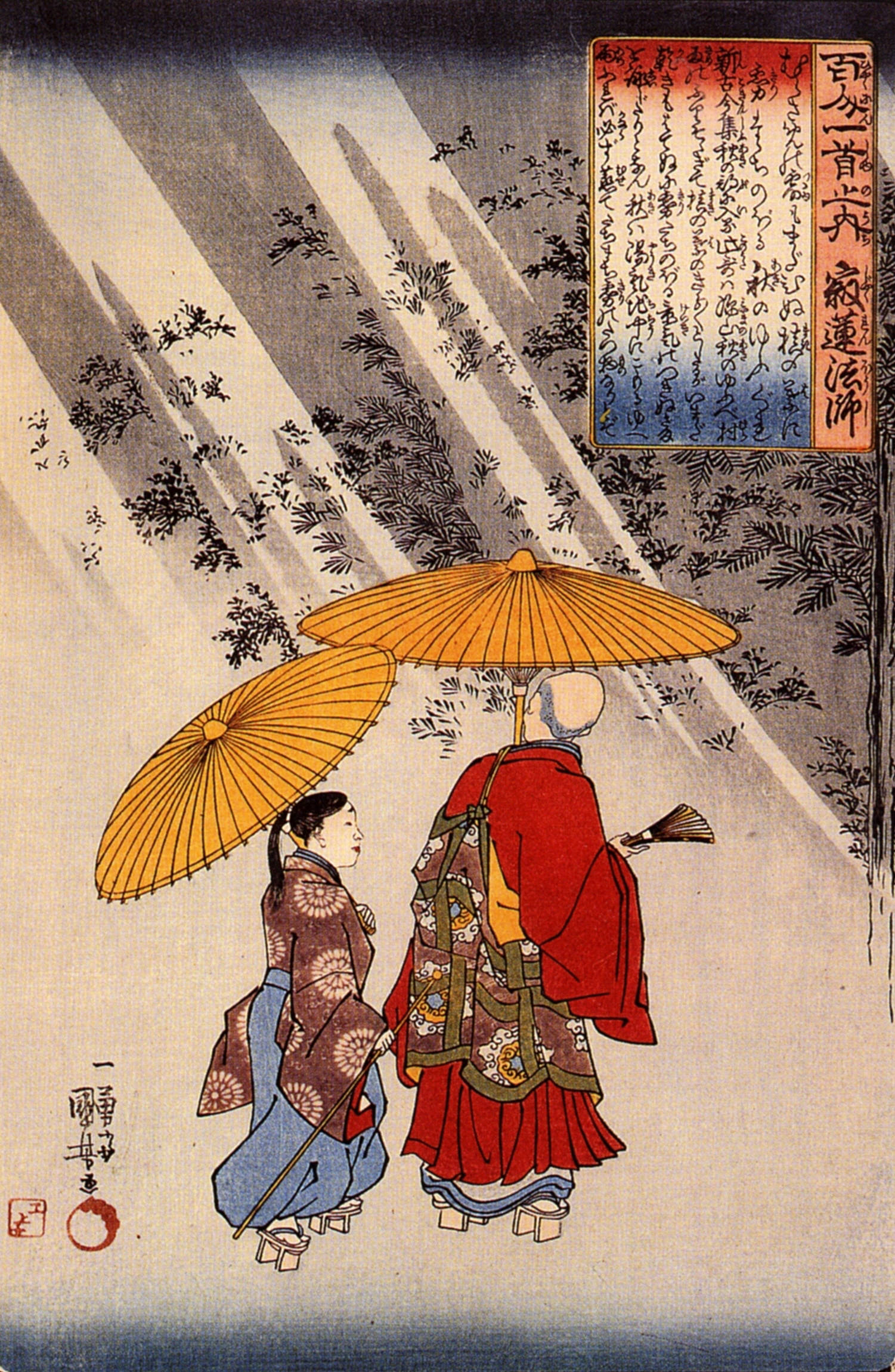
寂蓮（歌川国芳画）

寂蓮（じゃくれん、1139年（保延5年）? - 1202年8月9日（建仁2年7月20日））は、平安時代末から鎌倉時代初期にかけての歌人、僧侶である。俗名は藤原定長。

## 略歴
僧俊海の子として生まれ、久安6年（1150年）頃叔父である藤原俊成の養子となり、長じて従五位上・中務少輔に至る。30歳代で出家、歌道に精進した。御子左家の中心歌人として活躍し、「六百番歌合」での顕昭との「独鈷鎌首論争」は有名である。建仁元年（1201年）、和歌所寄人となり、『新古今和歌集』の撰者となるが、完成を待たず翌建仁2年（1202年）に没した。享年64。
『千載和歌集』以下の勅撰和歌集に、117首入集。家集に『寂蓮法師集』がある。

## 評価
後鳥羽院は、後鳥羽院御口伝において、「寂連は、なをざりならず歌詠みし物なり」、「折につけて、きと歌詠み、連歌し、ないし狂歌までも、にはかの事に、故あるやうに詠みし方、真実の堪能と見えき」と様々な才能を絶賛している。また、鴨長明は無名抄の中で、世間では藤原隆信とは一対に評価されているが、六百番歌合の際、寂蓮は出家していて、時間的に余裕が出来ていたので、「たとしへなく勝りたりければ、其時より寂蓮左右なしといふ事になりにき」と評価が上がったとし、また、三体和歌において、長明自身の出詠歌を事前に見せた時に、同じ様な「高間の桜」を詠出していたが、文句も言わず「いと有難き心也かし」と人間性も評価している。
後の世において、新古今和歌集秋歌上の中の結句が「秋の夕暮」の三首並んだ、西行、定家と寂蓮の「さびしさは」を三夕と称し、茶具の銘などとしている。

## 書家として

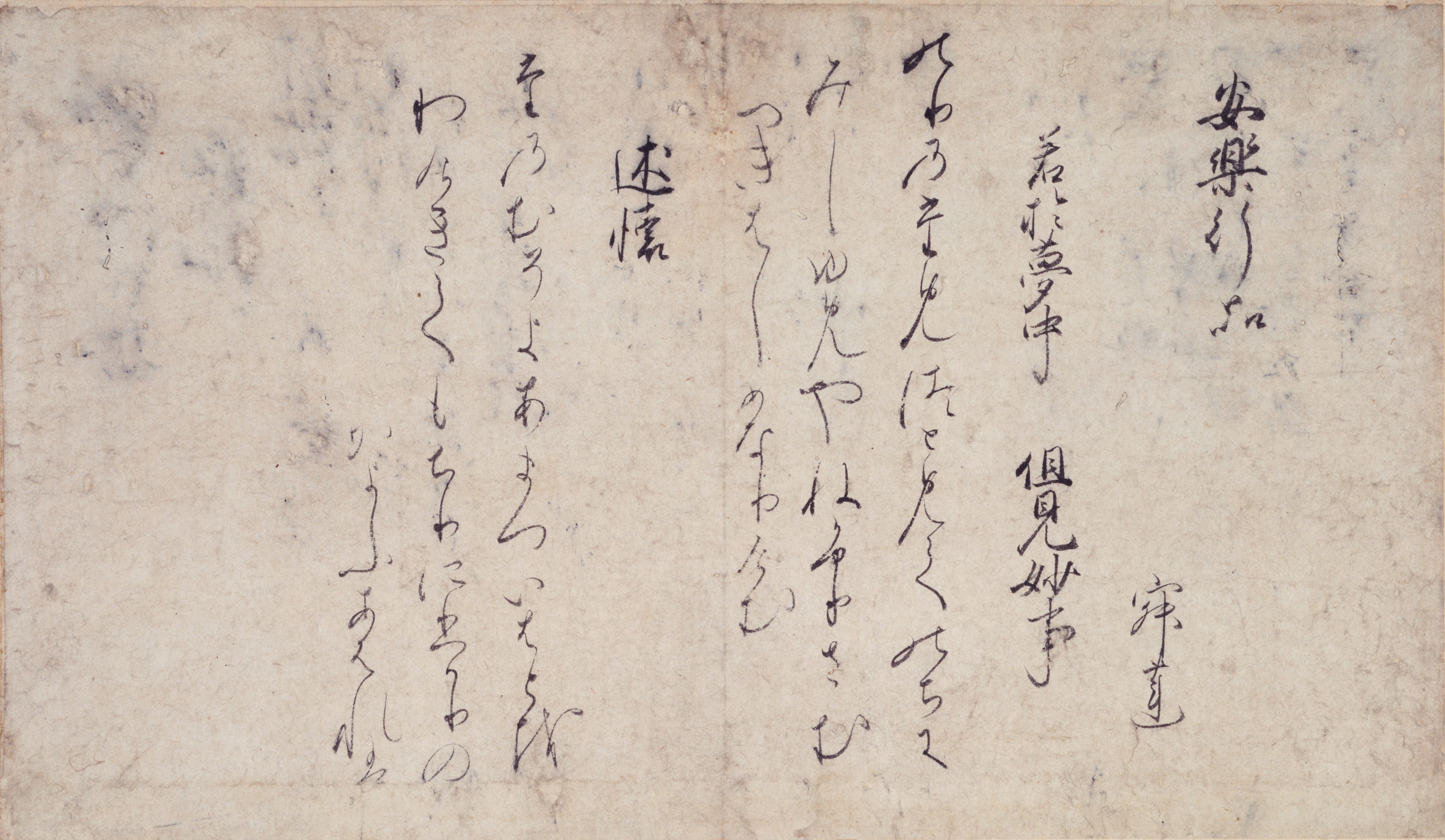
寂蓮筆二首懐紙（「一品経懐紙」のうち）京都国立博物館蔵、国宝

書家としても名があり、現存する書跡には以下のものがある。
- 一品経和歌懐紙
- 熊野懐紙

平安時代から鎌倉時代初期の古筆類は、伝称筆者は多いものの確実なものが少ない中で、この2つの書跡はともに署名があり、筆者の確実な自筆詠草である。

## 系譜
- 父：俊海 - 醍醐寺の阿闍梨
- 母：不詳
- 養父/伯父：藤原俊成
- 妻：藤原永範の女
  - 男子：藤原保季（?-1200） - 藤原実宗養子
  - 男子：幸尊
  - 男子：公猷
  - 男子：昌観
  - 女子：藤原家隆室